# Ямбхадытаяха
Ямбхадытаяха (устар. Ямб-Хадыта-Яха) — река в России, протекает по территории Ямало-Ненецкого автономного округа. Устье реки находится в 4 км по правому берегу реки Хадыта. Длина реки составляет 27 км. В 4 км от устья по правому берегу впадает река Парнэяха.

## Данные водного реестра
По данным государственного водного реестра России относится к Нижнеобскому бассейновому округу, водохозяйственный участок реки — Таз. Речной бассейн реки — Таз.
Код объекта в государственном водном реестре — 15050000112115300071513.